# 에이먼 막 길라모르
에이먼 막 길라모르(아일랜드어: Éamon Mac Giollamóir, 영어: Eamon Gilmore 이먼 길모어[*], 1955년 4월 24일 ~ )는 노동당 소속의 아일랜드의 정치인이다. 타흐터 달러이며 노동당 당수(2007-14), 외교무역장관(2011-14), 부총리(2011-14) 등을 역임했다.